# Белвью (Вашингтон)
Бе́лвью или Бельвью (англ. Bellevue, произносится /ˈbɛlvjuː/) — пятый по размеру город в штате Вашингтон. Расположен между озёрами Вашингтон и Саммамиш. Городской центр (даунтаун) — второй по размеру после Сиэтла в штате.
В 2008 году журналом Fortune Small Business Белвью был назван лучшим городом для того, чтобы начинать новый бизнес в США. В 2010 году журнал Money поместил Белвью на четвёртое место в списке ста лучших небольших городов в стране. В 2014 году Белвью занял второе место в списке лучших городов для проживания в США по версии журнала USA Today.
Название города означает «красивый вид» по-французски.

## История и рост
Белвью был основан Вильямом Мейденбауэром (William Meydenbauer) в 1869 году и получил статус города в 1953 году. С 1946 года вокруг торгового центра «Белвью Сквер» (Bellevue Square), который сейчас является крупнейшим в регионе, начал формироваться центр города. В начале 1980-х годов в центре появились первые высотки, в настоящее время центр заполнен как офисными, так и жилыми небоскрёбами. Крупнейшие работодатели в центре города: Microsoft (7500 человек), Boeing (2800 человек), Valve (400). По утверждению журнала Money, количество рабочих мест в Белвью больше, чем его население.

## География
Географические координаты города — 47°35′51″ с. ш. 122°09′33″ з. д..
По данным Бюро переписи населения США, город имеет площадь 87,8 км², из которых 79,6 км² приходится на сушу, а 8,2 км² (9,3 %) — на воду.
Белвью ограничен озером Вашингтон с запада и озером Саммамиш с востока. На севере Белвью граничит с городом Керкленд, на северо-востоке — с Редмондом. На северо-западе, между Белвью и берегом озера Вашингтон, находятся пригороды Медина, Клайд-Хилл, Ярроу-Пойнт и Хантс-Пойнт. На юге Белвью граничит с городами Рентон и Ньюкасл, на юго-востоке — с городом Иссакуа и горой Кугар (Cougar Mountain), относящейся к нагорью Иссакуа-Алпс (Issaquah Alps).
Северная граница города примерно совпадает с 520-й автомагистралью штата Вашингтон, идущей из Сиэтла в Редмонд. С юга на север город пересекает межштатная автомагистраль I-405, а с запада на восток — межштатная автомагистраль I-90; их пересечение находится к юго-востоку от делового центра города. Короткий мост, по которому проходит I-90, соединяет Белвью с самым большим островом на озере Вашингтон — Мерсер, на котором расположен город Мерсер-Айленд (Mercer Island), и далее с Сиэтлом.
Большая часть (около 75 %) Белвью относится к водосбору небольшой реки Келси-Крик (Kelsey Creek), которая берёт начало в местности под названием Lake Hills Greenbelt между озёрами Фантом (Phantom Lake) и Ларсен (Larsen Lake) и впадает в озеро Вашингтон около моста, соединяющего Белвью с островом Мерсер.

## Города-побратимы
Бельвью имеет связи со следующими городами:
- Хуалянь, Тайвань
- Яо, Префектура Осака, Япония
- Кладно, Чехия
- Лиепая, Латвия